# Виклиф (Оклахома)
Виклиф (енгл. Wickliffe) насељено је место без административног статуса у америчкој савезној држави Оклахома.

## Демографија
По попису из 2010. године број становника је 75, што је 24 (-24,2%) становника мање него 2000. године.
| Група             | 2000.      | 2010.      |
| Белци             | 49 (49,5%) | 43 (57,3%) |
| Афроамериканци    | 0 (0,0%)   | 0 (0,0%)   |
| Азијати           | 1 (1,0%)   | 0 (0,0%)   |
| Хиспаноамериканци | 0 (0,0%)   | 0 (0,0%)   |
| Укупно            | 99         | 75         |